# 岡山県道366号竹部加茂市場線
岡山県道366号竹部加茂市場線（おかやまけんどう366ごう たけべかもいちばせん）は、岡山県加賀郡吉備中央町を通る一般県道である。

## 概要
加賀郡吉備中央町竹部と加賀郡吉備中央町加茂市場を結ぶ。

### 路線データ
- 起点：加賀郡吉備中央町竹部（国道484号交点）
- 終点：加賀郡吉備中央町加茂市場（岡山県道31号高梁御津線交点）
- 総延長：6.9 km

## 歴史
- 1960年（昭和35年）3月18日 - 岡山県告示第335号により認定される。
- 1972年（昭和47年） - 岡山県の県道番号再編に伴い現行の路線番号に変更される。
- 2004年（平成16年）10月1日 - 上房郡賀陽町と御津郡加茂川町が対等合併して加賀郡吉備中央町が発足したことに伴い起終点の地名表記が変更される。

## 地理

### 通過する自治体
- 加賀郡吉備中央町

### 交差する道路
| 交差する道路           | 交差する場所 | 交差する場所 |
| ---------------------- | ------------ | ------------ |
| 国道484号              | 竹部         | 起点         |
| 岡山県道31号高梁御津線 | 加茂市場     | 終点         |

### 沿線
- 吉備高原希望中学校
- 吉備高原のびのび小学校
- 中鉄バス 岡山営業所加茂市場車庫